# Launoy, Aisne

Launoy este o comună în departamentul Aisne din nordul Franței. În 1 ianuarie 2022 avea o populație de 98 de locuitori.